# Уїзна
Уїзна (пол. Ujezna) — розташоване на Закерзонні село в Польщі, у гміні Переворськ Переворського повіту Підкарпатського воєводства.
Населення — 806 осіб (2011).

## Історія
У 1450 р. Рафал з Тарнова віддав Уїзну переворському римо-католицькому монастирю меховитів. Село знаходилося до 1772 р. в Перемишльській землі Руського воєводства.
У 1772—1918 р. — у складі Австрійської імперії. У 1868 р. в селах Уїздна, Новоселець і Косина було 20 греко-католиків, які належали до парохії Миротин Каньчуцького деканату Перемишльської єпархії. На той час унаслідок півтисячоліття латинізації та полонізації українці лівобережного Надсяння опинилися в меншості.
Відповідно до «Географічного словника Королівства Польського» в 1880 р. Уїзна знаходилася в Ланцутському повіті Королівства Галичини і Володимирії, було 82 будинки і 472 мешканці, з них 437 римо-католиків і 2 греко-католики і 13 юдеїв.
У 1937 р. в селі проживало 11 українців-грекокатоликів, які належали до парохії Миротин Лежайського деканату Перемишльської єпархії. Село входило до ґміни Переворськ Переворського повіту Львівського воєводства. Українська меншина села не могла чинити спротив хвилі антиукраїнського терору і державного етноциду після Другої світової війни.
У 1975-1998 роках село належало до Перемишльського воєводства.

## Демографія
Демографічна структура станом на 31 березня 2011 року:
|          | Загалом | Допрацездатний вік | Працездатний вік | Постпрацездатний вік |
| -------- | ------- | ------------------ | ---------------- | -------------------- |
| Чоловіки | 396     | 89                 | 256              | 51                   |
| Жінки    | 410     | 82                 | 216              | 112                  |
| Разом    | 806     | 171                | 472              | 163                  |